# Theo Peters
Theo Peters (Nijmegen, 1957) is een Nederlands voormalig politicus namens het CDA.

## Loopbaan
Peters was werkzaam bij de gemeente Nijmegen voor hij in 1991 in de Provinciale Staten van Gelderland kwam. In 1999 werd hij gedeputeerde wat hij tot 2011 zou blijven. Hij had in wisselende samenstelling onder meer financiën, ruimtelijke ordening, wonen en volkshuisvesting in zijn portefeuille.
In de jaren 80 en 90 was Peters als adviseur en bestuurslid verbonden aan voetbalclub N.E.C.. Hij was gastouder voor de Wit-Russische speler Pavel Michalevitsj. Van 2000 tot 2008 was hij algemeen voorzitter van de club, het orgaan waarin de profclub en de amateurclub samen vertegenwoordigd waren.

## Persoonlijk
Zijn vader was zestien jaar namens de KVP wethouder in Nijmegen. Zijn zoon Theo Peters jr. is eveneens actief bij de Nijmeegse CDA. Begin 2007 kwam een aanval op zijn dochter bij zijn woning in Nijmegen landelijk in het nieuws. In het carnavalseizoen 2001/02 was Peters als prins Theo IV prins carnaval van Knotsenburg.